# ستيفن ويلتشير
ستيفن ويلتشير (بالإنجليزية: Stephen Wiltshire)‏ هو فنان معماري بريطاني. من مواليد 24 أبريل عام 1974 مصاب بالتوحد ومن المعروف قدرته على حفظ المشهد بعد رؤيته مرة واحدة فقط.من خلال استخدام ذاكرته وقد اكتست أعماله شعبية في جميع أنحاء العالم. وفي عام 2006، حصل ويلتشير على وسام الإمبراطورية البريطانية (MBE) لخدمات للفن. وفي العام نفسه، افتتح معرض دائم في أوبرا الممر الملكي في لندن.

## النشأة
ولد ستيفن في لندن، انكلترا، في عام 1974 من اصل الهند الغربية وكان والده، كولفين، مواطن من بربادوس، وأمه من سانت لوسيا
وقال انه نشأ في ليتل فينيس كان ويلتشير كتم الصوت عند الشباب. في سن ثلاث سنوات، تم تشخيص حالته بأنه يعاني التوحد توفي والده في حادث دراجة نارية.
في سن الخامسة، أرسلته والدته إلى مدرسة (Queensmill) في لندن حيث أعرب عن رغبتها في الرسم. حيث كانت الأولى له كلمة«ورقة». وقال انه تعلم أن يتكلم بشكل كامل في سن التاسعة. أصبح يرسم الرسوم التوضيحية في وقت مبكر يصور فيه الحيوانات والسيارات وقال انه لا يزال مهتما للغاية في السيارات الأمريكية وقال أنi المعرفة الموسوعية له. عندما كان في سبع سنوات أصبح ويلتشير فنان في رسم معلما مباني لندن. وقد أظهرت في كتابه صور التي تصور الدمار الذي أحدثه الزلزال، وقال انه بدأ لإنشاء رسومات معمارية تفصيلية للمناظر المدينة وهمية. ومع مساعداتها أصبح ويلتشير يعرف الكلام في سن الخامسة.

## مهنة
كان يستطيع ان ينظر ويلتشير في الموضوع مرة واحدة ثم ان يرسم الصورة في دقيقة ومفصلة. وكثيرا ما توجه إلى مدن بأكملها ليحفظه في ذاكرته استنادا إلى ركوب طائرة هليكوبتر واحدة، في مدة وجيزة. على سبيل المثال، أنتج رسم مفصل لأربعة أميال مربعة من لندن بعد رحلة طائرة هليكوبتر واحدة فوق تلك المدينة. ورسم على تسع عشر أقدام طويلة من 305 ميل مربع من مدينة نيويورك من خلال ركوب طائرة هليكوبتر واحدة في مدة عشرين دقيقة. وتوجه أيضا إلى مشاهد خيالية، على سبيل المثال، مدينة القديسة الكاتدرائية بوله تحيط بها النيران.

## عنه
- عمل ويلتشير في موضوعي العديد من الأفلام الوثائقية التلفزيونية. الشهير مثل الأعصاب أوليفر ساكس كتب عنه في فصل من معجزات في كتابه عالم الأنثروبولوجيا على سطح المريخ.
- في عام 1989، بدا ويلتشير العمل على غلاف مجلة أنت مع الممثل داستن هوفمان، في فيلم ريمون بابيت الحائز على جائزة الأوسكار عام 1988، رجل المطر، والذي يعتبره ويلتشير واحدا من أفلامه المفضلة.
- في عام 2006، عين ويلتشير ل عضو وسام الإمبراطورية البريطانية (MBE) لخدمات للفن. في سبتمبر 2006 ويلتشير افتتح معرضه الدائم في دار الأوبرا الملكية ممر، بول مول، لندن.
- في 15 فبراير 2008، سي بي أي نيوز عينة اسمه كشخصية الاسبوع.
- في يوليو 2009 كما شغل منصب سفير يوم الفن للأطفال في المملكة المتحدة.

## اقرأ أيضا
- نيكي دي سانت فال
- بيكاسو
- سلفادور دالي
- تماثيل نانا
- أنطوني غاودي
- كيم بيك